# Bonez Tour
Bonez Tour fue la segunda gira mundial realizada por Avril Lavigne para promover su álbum Under My Skin, recaudando más de 470 millones de dólares. Ella tocaba el piano en las canciones "Slipped Away", "Together", y "Forgotten", y el tambor en una cover de "Song 2" de Blur. La presentación en vivo en el Budokan Stadion fue cubierta en el DVD Live at Budokan: Bonez Tour, que estuvo solo disponible en Japón.

## Actos de Apertura
- Bowling for Soup (Europa)
- Simple Plan (Europa)
- Nailpin (Europa)
- The Glitterati (Europa)
- Butch Walker (Norteamérica)[1]
- American Hi-Fi (Norteamérica)
- Rooster (Norteamérica)
- Gavin DeGraw (Norteamérica)[2]
- Not By Choice (Norteamérica)
- Tweak (África)[3]
- Tolidos (Norteamérica)
- Gufi (Sudamérica)
- Daniela Herrero (Sudamérica)[4]
- Leela (Sudamérica)[5]

## Repertorio
| 2004 |
| --- |
| Europa - "He Wasn't" - "My Happy Ending" - "Sk8er Boi" - "Losing Grip" - "Who Knows" - "Together" - "I'm With You" - "Forgotten" - "Mobile" - "Unwanted" - "Naked" - "Fall to Pieces" - "Nobody's Home" - "Don't Tell Me" - "Song 2" - "Complicated" - "Slipped Away" Norteamérica - "He Wasn't" - "My Happy Ending" - "Take Me Away" - "Thing I'll Never Say" - "Unwanted" - "Mobile" - "Losing Grip" - "Together" - "Forgotten" - "Don't Tell Me" - "Nobody's Home" - "Who Knows" - "Freak Out" - "I'm With You" - "Tomorrow" - "I Always Get What I Want" - "Song 2" - "Sk8er Boi" - "Complicated" |

| 2005 |
| --- |
| Asia - "He Wasn't" - "My Happy Ending" - "Take Me Away" - "Freak Out" - "Sk8er Boi" - "Unwanted" - "Anything But Ordinary" - "Who Knows" - "I'm With You" - "Naked" - "Losing Grip" - "Together" - "Forgotten" - "Tomorrow" - "Fall to Pieces" - "Nobody's Home" - "Don't Tell Me" - "Complicated" - "Slipped Away" Oceanía/África - "Losing Grip" - "Unwanted" - "My Happy Ending" - "Mobile" - "I Always Get What I Want" - "Thing I'll Never Say" - "I'm With You" - "Who Knows" - "Don't Tell Me" - "Take Me Away" - "He Wasn't" - "American Idiot - "Together" - "Forgotten" - "Tomorrow" - "Nobody's Home" - "Sk8er Boi" - "Song 2" - "Complicated" Sudamérica - "Sk8er Boi" - "Unwanted" - "My Happy Ending" - "I Always Get What I Want" - "Mobile" - "I'm With You" - "Fall to Pieces - "Don't Tell Me" - "Together" - "Forgotten" - "Tomorrow" - "Nobody's Home" - "Who Knows" - "Losing Grip" - "Take Me Away" - "He Wasn't" - "American Idiot" / "All the Small Things" - "Song 2" - "Complicated" |

### Fechas de la gira
| Día                      | Ciudad             | País            | Lugar                                     |
| ------------------------ | ------------------ | --------------- | ----------------------------------------- |
| Europa                   |                    |                 |                                           |
| 26 de septiembre de 2004 | Múnich             | Alemania        | Olympiahalle                              |
| 27 de septiembre de 2004 | Düsseldorf         | Alemania        | Philipshalle                              |
| 28 de septiembre de 2004 | París              | Francia         | Zénith de Paris                           |
| 30 de septiembre de 2004 | Ámsterdam          | Países Bajos    | Heineken Music Hall                       |
| 1 de octubre de 2004     | Bruselas           | Bélgica         | Forest National                           |
| 3 de octubre de 2004     | Mánchester         | Reino Unido     | Manchester Evening News Arena             |
| 4 de octubre de 2004     | Birmingham         | Reino Unido     | National Indoor Arena                     |
| 6 de octubre de 2004     | Irlanda            | Belfast         | Odyssey Arena                             |
| 7 de octubre de 2004     | Glasgow            | Reino Unido     | Scottish Exhibition and Conference Centre |
| 9 de octubre de 2004     | Cardiff            | Reino Unido     | Cardiff International Arena               |
| 10 de octubre de 2004    | Londres            | Reino Unido     | Wembley Arena                             |
| 11 de octubre de 2004    | Londres            | Reino Unido     | Wembley Arena                             |
| 12 de octubre de 2004    | Sheffield          | Reino Unido     | Hallem FM Arena                           |
| Norteamérica             |                    | Reino Unido     |                                           |
| 25 de octubre de 2004    | Dallas             | Estados Unidos  | American Airlines Center                  |
| 26 de octubre de 2004    | San Antonio        | Estados Unidos  | SBC Center                                |
| 27 de octubre de 2004    | New Orleans        | Estados Unidos  | UNO Lakefront Arena                       |
| 28 de octubre de 2004    | Atlanta            | Estados Unidos  | Philips Arena                             |
| 30 de octubre de 2004    | Hampton            | Estados Unidos  | Hampton Coliseum                          |
| 21 de octubre de 2004    | Filadelfia         | Estados Unidos  | Wachovia Spectrum                         |
| 1 de noviembre de 2004   | Boston             | Estados Unidos  | FleetCenter                               |
| 3 de noviembre de 2004   | Auburn Hills       | Estados Unidos  | The Palace of Auburn Hills                |
| 4 de noviembre de 2004   | Toronto            | Canadá          | Air Canada Centre                         |
| 5 de noviembre de 2004   | Cleveland          | Estados Unidos  | CSU Convocation Center                    |
| 6 de noviembre de 2004   | Cincinnati         | Estados Unidos  | U.S. Bank Arena                           |
| 8 de noviembre de 2004   | East Rutherford    | Estados Unidos  | Continental Airlines Arena                |
| 9 de noviembre de 2004   | Fairfax            | Estados Unidos  | Patriot Center                            |
| 11 de noviembre de 2004  | Rosemont           | Estados Unidos  | Allstate Arena                            |
| 12 de noviembre de 2004  | Milwaukee          | Estados Unidos  | Bradley Center                            |
| 14 de noviembre de 2004  | Denver             | Estados Unidos  | Pepsi Center                              |
| 15 de noviembre de 2004  | Salt Lake City     | Estados Unidos  | Delta Center                              |
| 16 de noviembre de 2004  | Las Vegas          | Estados Unidos  | Thomas & Mack Center                      |
| 17 de noviembre de 2004  | Glendale           | Estados Unidos  | Glendale Arena                            |
| 19 de noviembre de 2004  | San Jose           | Estados Unidos  | HP Pavilion at San Jose                   |
| 20 de noviembre de 2004  | San Diego          | Estados Unidos  | Cox Arena at Aztec Bowl                   |
| 21 de noviembre de 2004  | Fresno             | Estados Unidos  | Save Mart Center                          |
| 23 de noviembre de 2004  | Portland           | Estados Unidos  | Rose Garden                               |
| 24 de noviembre de 2004  | Vancouver          | Canadá          | Pacific Coliseum                          |
| 25 de noviembre de 2004  | Kelowna            | Canadá          | Prospera Place                            |
| 3 de diciembre de 2004   | Anaheim            | Estados Unidos  | Arrowhead Pond of Anaheim                 |
| 4 de diciembre de 2004   | Sacramento         | Estados Unidos  | ARCO Arena                                |
| 5 de diciembre de 2004   | Tacoma             | Estados Unidos  | Tacoma Dome                               |
| 8 de diciembre de 2004   | Houston            | Estados Unidos  | Reliant Arena                             |
| 11 de diciembre de 2004  | Minneapolis        | Estados Unidos  | Target Center                             |
| Asia                     |                    |                 |                                           |
| 1 de marzo de 2005       | Osaka              | Japón           | Osaka-jō Hall                             |
| 2 de marzo de 2005       | Osaka              | Japón           | Osaka-jō Hall                             |
| 4 de marzo de 2005       | Nagoya             | Japón           | Nagoya Rainbow Hall                       |
| 6 de marzo de 2005       | Yokohama           | Japón           | Yokohama Arena                            |
| 7 de marzo de 2005       | Hiroshima          | Japón           | Hiroshima Green Arena                     |
| 8 de marzo de 2005       | Fukuoka            | Japón           | Marine Messe Fukuoka                      |
| 10 de marzo de 2005      | Tokyo              | Japón           | Nippon Budokan                            |
| 11 de marzo de 2005      | Hamamatsu          | Japón           | Hamamatsu Arena                           |
| 12 de marzo de 2005      | Kobe               | Japón           | World Memorial Hall                       |
| 14 de marzo de 2005      | Tokio              | Japón           | Nippon Budokan                            |
| 15 de marzo de 2005      | Tokio              | Japón           | Nippon Budokan                            |
| 16 de marzo de 2005      | Nagoya             | Japón           | Aichi Prefectural Gymnasium               |
| 18 de marzo de 2005      | Sapporo            | Japón           | Hokkaido Prefectural Sports Center        |
| 20 de marzo de 2005      | Tokio              | Japón           | Zepp Tokyo                                |
| 23 de marzo de 2005      | Seúl               | Corea del Sur   | Olympic Fencing Gymnasium                 |
| 25 de marzo de 2005      | Wan Chai           | Hong Kong       | HKCEC Hall 3                              |
| 27 de marzo de 2005      | Bangkok            | Tailandia       | Aktiv Square                              |
| 29 de marzo de 2005      | Taipéi             | Taiwán          | Taipei Municipal Stadium                  |
| 31 de marzo de 2005      | Taguig             | Filipinas       | Fort Bonifacio                            |
| 2 de abril de 2005       | Kallang            | Singapur        | Singapore Indoor Stadium                  |
| 4 de abril de 2005       | Yakarta            | Indonesia       | Tennis Indoor Senayan                     |
| Oceanía                  |                    |                 |                                           |
| 6 de abril de 2005       | Perth              | Australia       | Challenge Stadium                         |
| 8 de abril de 2005       | Adelaide           | Australia       | Adelaide Entertainment Centre             |
| 9 de abril de 2005       | Melbourne          | Australia       | Rod Laver Arena                           |
| 11 de abril de 2005      | Brisbane           | Australia       | Brisbane Entertainment Centre             |
| 12 de abril de 2005      | Sídney             | Australia       | Sídney Entertainment Centre               |
| 13 de abril de 2005      | Newcastle          | Australia       | Newcastle Entertainment Centre            |
| África                   |                    |                 |                                           |
| 8 de mayo de 2005        | Johannesburg       | Sudáfrica       | Coca-Cola Dome                            |
| 10 de mayo de 2005       | Durban             | Sudáfrica       | Westridge Park Tennis Stadium             |
| 13 de mayo de 2005       | Cape Town          | Sudáfrica       | Bellville Velodrome                       |
| Europa                   |                    |                 |                                           |
| 16 de mayo de 2005       | Dublín             | Irlanda         | Point Theatre                             |
| 17 de mayo de 2005       | Glasgow            | Reino Unido     | Carling Academy Glasgow                   |
| 18 de mayo de 2005       | Glasgow            | Reino Unido     | Carling Academy Glasgow                   |
| 20 de mayo de 2005       | Londres            | Reino Unido     | Hammersmith Apollo                        |
| 21 de mayo de 2005       | Londres            | Reino Unido     | Hammersmith Apollo                        |
| 22 de mayo de 2005       | Birmingham         | Reino Unido     | NEC Arena                                 |
| 23 de mayo de 2005       | Brighton           | Reino Unido     | Brighton Centre                           |
| 25 de mayo de 2005       | Lyon               | Francia         | Halle Tony Garnier                        |
| 26 de mayo de 2005       | Marseille          | Francia         | Le Dôme de Marseille                      |
| 27 de mayo de 2005       | Barcelona          | España          | Palau Sant Jordi                          |
| 29 de mayo de 2005       | Milán              | Italia          | Piazza del Duomo                          |
| 31 de mayo de 2005       | Nápoles            | Italia          | Piazza del Plebiscito                     |
| 2 de junio de 2005       | Viena              | Austria         | Gasometer                                 |
| 3 de junio de 2005       | Praga              | República Checa | T-Mobile Arena                            |
| 5 de junio de 2005       | Budapest           | Hungría         | Budapest Sports Arena                     |
| 6 de junio de 2005       | Katowice           | Polonia         | Spodek                                    |
| 7 de junio de 2005       | Bratislava         | Eslovaquia      | Incheba Hall                              |
| 9 de junio de 2005       | Ginebra            | Suiza           | SEG Geneva Arena                          |
| 10 de junio de 2005      | Basilea            | Suiza           | St. Jakobshalle                           |
| 11 de junio de 2005      | Fráncfort del Meno | Alemania        | Jahrhunderthalle                          |
| 13 de junio de 2005      | Bonn               | Alemania        | Museumsplatz                              |
| 14 de junio de 2005      | Berlín             | Alemania        | Arena Berlin                              |
| 15 de junio de 2005      | Böblingen          | Alemania        | Sporthalle Böblingen                      |
| 16 de junio de 2005      | Hamburgo           | Alemania        | Stadtpark Freilichtbühne                  |
| 18 de junio de 2005      | Copenhague         | Dinamarca       | Parken Stadium                            |
| 20 de junio de 2005      | Helsinki           | Finlandia       | Helsinki Ice Hall                         |
| 22 de junio de 2005      | Estocolmo          | Suecia          | Stockholm Globe Arena                     |
| 26 de junio de 2005      | Luxemburgo         | Luxemburgo      | Den Atelier                               |
| Norteamérica             |                    |                 |                                           |
| 12 de julio de 2005      | Hamilton           | Canadá          | Copps Coliseum                            |
| 13 de julio de 2005      | London             | Canadá          | John Labatt Centre                        |
| 14 de julio de 2005      | Ottawa             | Canadá          | Corel Center                              |
| 15 de julio de 2005      | Toronto            | Canadá          | Air Canada Centre                         |
| 17 de julio de 2005      | Clarkston          | Estados Unidos  | DTE Energy Music Theatre                  |
| 19 de julio de 2005      | Nashville          | Estados Unidos  | Starwood Amphitheatre                     |
| 21 de julio de 2005      | Maryland Heights   | Estados Unidos  | UMB Bank Pavilion                         |
| 22 de julio de 2005      | Kansas City        | Estados Unidos  | Starlight Theatre                         |
| 23 de julio de 2005      | Moline             | Estados Unidos  | MARK of the Quad Cities                   |
| 25 de julio de 2005      | Winnipeg           | Canadá          | MTS Centre                                |
| 26 de julio de 2005      | Regina             | Canadá          | Regina Agridome                           |
| 27 de julio de 2005      | Saskatoon          | Canadá          | Credit Union Centre                       |
| 29 de julio de 2005      | Edmonton           | Canadá          | Rexall Place                              |
| 30 de julio de 2005      | Calgary            | Canadá          | Pengrowth Saddledome                      |
| 31 de julio de 2005      | Kamloops           | Canadá          | Sport Mart Place                          |
| 2 de agosto de 2005      | Kelowna            | Canadá          | Prospera Place                            |
| 3 de agosto de 2005      | Prince George      | Canadá          | CN Centre                                 |
| 5 de agosto de 2005      | Victoria           | Canadá          | Save-On-Foods Memorial Centre             |
| 6 de agosto de 2005      | Victoria           | Canadá          | Save-On-Foods Memorial Centre             |
| 8 de agosto de 2005      | Auburn             | Estados Unidos  | White River Amphitheatre                  |
| 10 de agosto de 2005     | Concord            | Estados Unidos  | Chronicle Pavilion                        |
| 11 de agosto de 2005     | Los Ángeles        | Estados Unidos  | Greek Theatre                             |
| 12 de agosto de 2005     | Los Ángeles        | Estados Unidos  | Greek Theatre                             |
| 13 de agosto de 2005     | Las Vegas          | Estados Unidos  | The Joint                                 |
| 14 de agosto de 2005     | Albuquerque        | Estados Unidos  | Tingley Coliseum                          |
| 16 de agosto de 2005     | The Woodlands      | Estados Unidos  | Cynthia Woods Mitchell Pavilion           |
| 17 de agosto de 2005     | Dallas             | Estados Unidos  | Smirnoff Music Centre                     |
| 19 de agosto de 2005     | Atlanta            | Estados Unidos  | HiFi Buys Amphitheatre                    |
| 20 de agosto de 2005     | Tampa              | Estados Unidos  | Ford Amphitheatre                         |
| 21 de agosto de 2005     | West Palm Beach    | Estados Unidos  | Sound Advice Amphitheatre                 |
| 23 de agosto de 2005     | Charlotte          | Estados Unidos  | Verizon Wireless Amphitheatre             |
| 24 de agosto de 2005     | Raleigh            | Estados Unidos  | Alltel Pavilion                           |
| 25 de agosto de 2005     | Holmdel Township   | Estados Unidos  | PNC Bank Arts Center                      |
| 27 de agosto de 2005     | Wantagh            | Estados Unidos  | Tommy Hilfiger at Jones Beach Theater     |
| 28 de agosto de 2005     | Saratoga Springs   | Estados Unidos  | Saratoga Performing Arts Center           |
| 29 de agosto de 2005     | Mansfield          | Estados Unidos  | Tweeter Center for the Performing Arts    |
| 31 de agosto de 2005     | Halifax            | Canadá          | Metro Centre                              |
| 1 de septiembre de 2005  | Moncton            | Canadá          | Moncton Coliseum                          |
| 2 de septiembre de 2005  | Quebec City        | Canadá          | Pepsi Coliseum                            |
| 3 de septiembre de 2005  | Montreal           | Canadá          | Bell Centre                               |
| 11 de septiembre de 2005 | Monterrey          | México          | Auditorio Coca-Cola                       |
| 13 de septiembre de 2005 | Ciudad de México   | México          | Palacio de los Deportes                   |
| Sudamérica               |                    |                 |                                           |
| 15 de septiembre de 2005 | Santiago           | Chile           | Estadio San Carlos de Apoquindo           |
| 17 de septiembre de 2005 | Buenos Aires       | Argentina       | Arena Obras Sanitarias                    |
| 18 de septiembre de 2005 | Buenos Aires       | Argentina       | Arena Obras Sanitarias                    |
| 22 de septiembre de 2005 | Porto Alegre       | Brasil          | Gigantinho                                |
| 23 de septiembre de 2005 | Curitiba           | Brasil          | Pedreira Paulo Leminski                   |
| 24 de septiembre de 2005 | Río de Janeiro     | Brasil          | Praça da Apoteose                         |
| 25 de septiembre de 2005 | São Paulo          | Brasil          | Estádio do Pacaembu                       |

#### Recaudaciones
La lista que se muestra a continuación, es una lista de las recaudaciones que tuvo Bonez Tour en algunas ciudades del Mundo.
| Lugar                      | Ciudad       | País           | Entradas vendidas/disponibles | Recaudación |
| -------------------------- | ------------ | -------------- | ----------------------------- | ----------- |
| The Palace of Auburn Hills | Auburn Hills | Estados Unidos | 10,435 / 10,435 (100%)        | $361,198    |
| Air Canada Centre          | Toronto      | Canadá         | 14,632 / 14,632 (100%)        | $475,470    |
| Pacific Coliseum           | Vancouver    | Canadá         | 11,730 / 11,730 (100%)        | $375,648    |
| Corel Center               | Ottawa       | Canadá         | 12,712 / 12,712 (100%)        | $410,004    |
| Air Canada Centre          | Toronto      | Canadá         | 14,749 / 14,749 (100%)        | $543,287    |
| MTS Centre                 | Winnipeg     | Canadá         | 11,780 / 11,780 (100%)        | $428,828    |
| Rexall Place               | Edmonton     | Canadá         | 11,990 / 11,990 (100%)        | $423,058    |
| Auditorio Coca-Cola        | Monterrey    | México         | 12,202 / 12,202 (100%)        | $605,565    |
| Estádio do Pacaembu        | São Paulo    | Brasil         | 45,000 / 45,000 (100%)        | $1.035,887  |
| TOTAL                      | TOTAL        | TOTAL          | 330,626 / 330,626 (100%)      | $10,158,945 |